# Фучух
Фучух — село в Рутульском районе Дагестана. Согласно уставу МО «Рутульский район» входит в состав Рутульского сельского поселения.

## Географическое положение
Расположено в долине реки Лакункам на южном склоне Самурского хребта, в 7 км к северо-востоку от районного центра села Рутул.

## Население
| 1926 | 1939 | 2010 | 2021 |
| ---- | ---- | ---- | ---- |
| 36   | ↗52  | ↘3   | ↘1   |

Моноэтническое рутульское село.